# Iodeto de magnésio
Iodeto de magnésio é o composto químico com a fórmula MgI2 e seus vários hidratos MgI2.(H2O)x. Esses sais são típicos haletos iônicos, sendo altamente solúveis em água. Iodeto de magnésio tem poucos usos comerciais, mas pode ser usado para preparar compostos em síntese orgânica.

## Reações
Iodeto de magnésio pode ser preparado a partir do óxido de magnésio, hidróxido de magnésio e carbonato de magnésio pelo tratamento com ácido iodídrico:
MgO + 2HI → MgI2 + H2O
Mg(OH)2 + 2HI → MgI2 + 2H2O
MgCO3 + 2HI → MgI2 CO2 + H2O
Iodeto de magnésio é estável em altas temperaturas sob atmosfera de hidrogênio, mas decompõe-se no ar em temperaturas normais, ficando marrom devido à liberação de iodo elementar. Quando aquecido no ar, ele decompõe-se completamente em óxido de magnésio.
Um outro método para preparar MgI2 é misturar iodo elementar em pó com o pó de magnésio metálico e, em seguida, adicionar-lhes algumas gotas de água. Ambos os reagentes devem estar extremamente secos, caso contrário, eles começarão a reagir imediatamente antes da água ser adicionada. Esta reação é muito violenta e produz uma grande quantidade de vapor de iodo roxo e tóxico.
O uso de iodeto de magnésio na reação de Baylis-Hillman tende produzir a compostos vinílicos.